# روكي تشايلدريس
روكي تشايلدريس (بالإنجليزية: Rocky Childress)‏ هو لاعب كرة قاعدة أمريكي، ولد في 18 فبراير 1962 في سانتا روسا في الولايات المتحدة.

## وصلات خارجية
- روكي تشايلدريس على موقع دوري كرة القاعدة الرئيسي (الإنجليزية)
- روكي تشايلدريس على موقعبيزبول رفرنس.كوم (الدوري الرئيسي) (الإنجليزية)
- روكي تشايلدريس على موقعبيزبول رفرنس.كوم (الدوري الثانوي) (الإنجليزية)
- روكي تشايلدريس على موقع إي إس بي إن.كوم (أم.أل.بي) (الإنجليزية)
- روكي تشايلدريس على موقع مشجعي الرسوم البيانية (الإنجليزية)